# Крэш пэд (скалолазание)

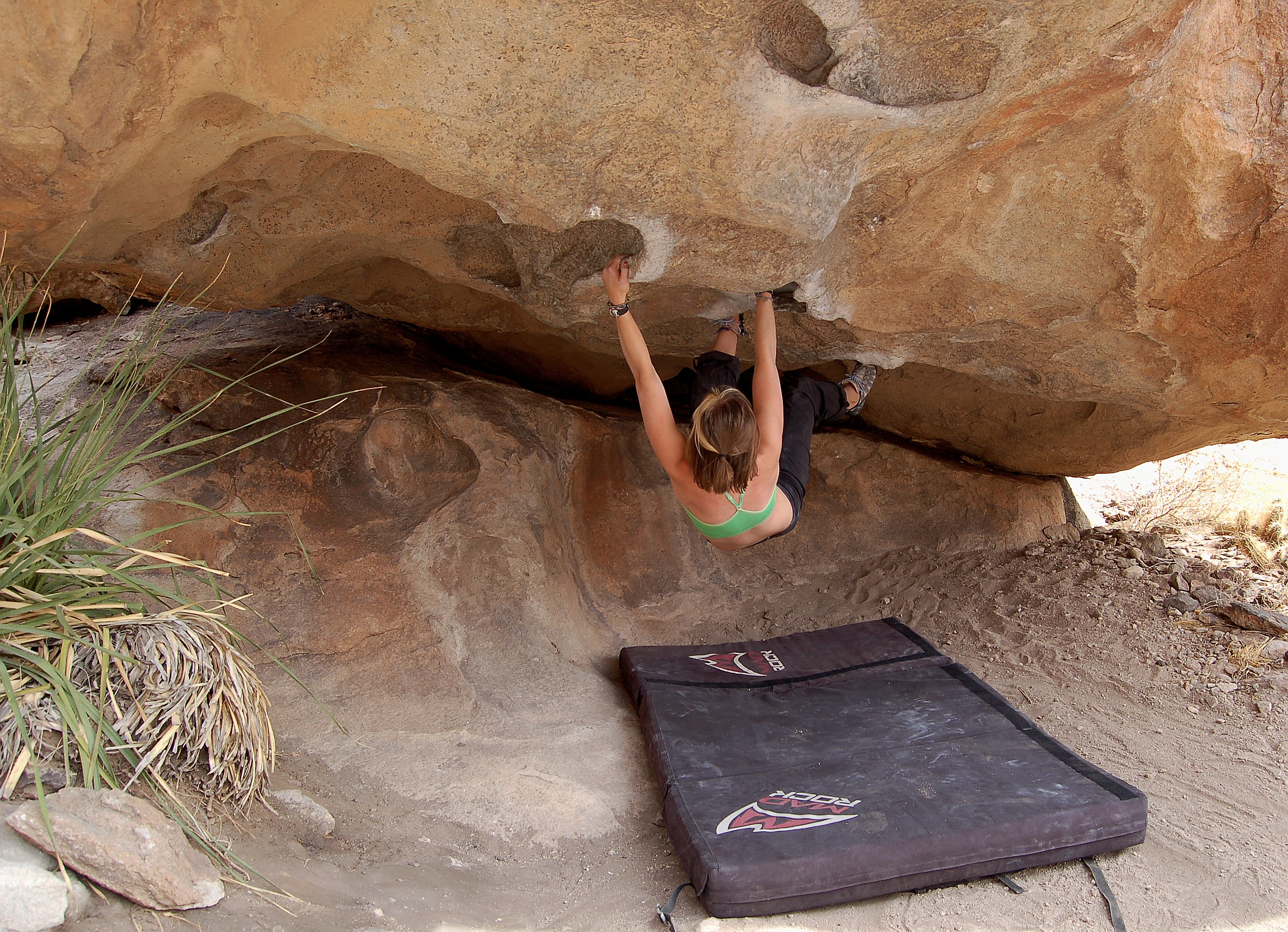
Использование крэшпада для боулдеринга на естественном рельефе

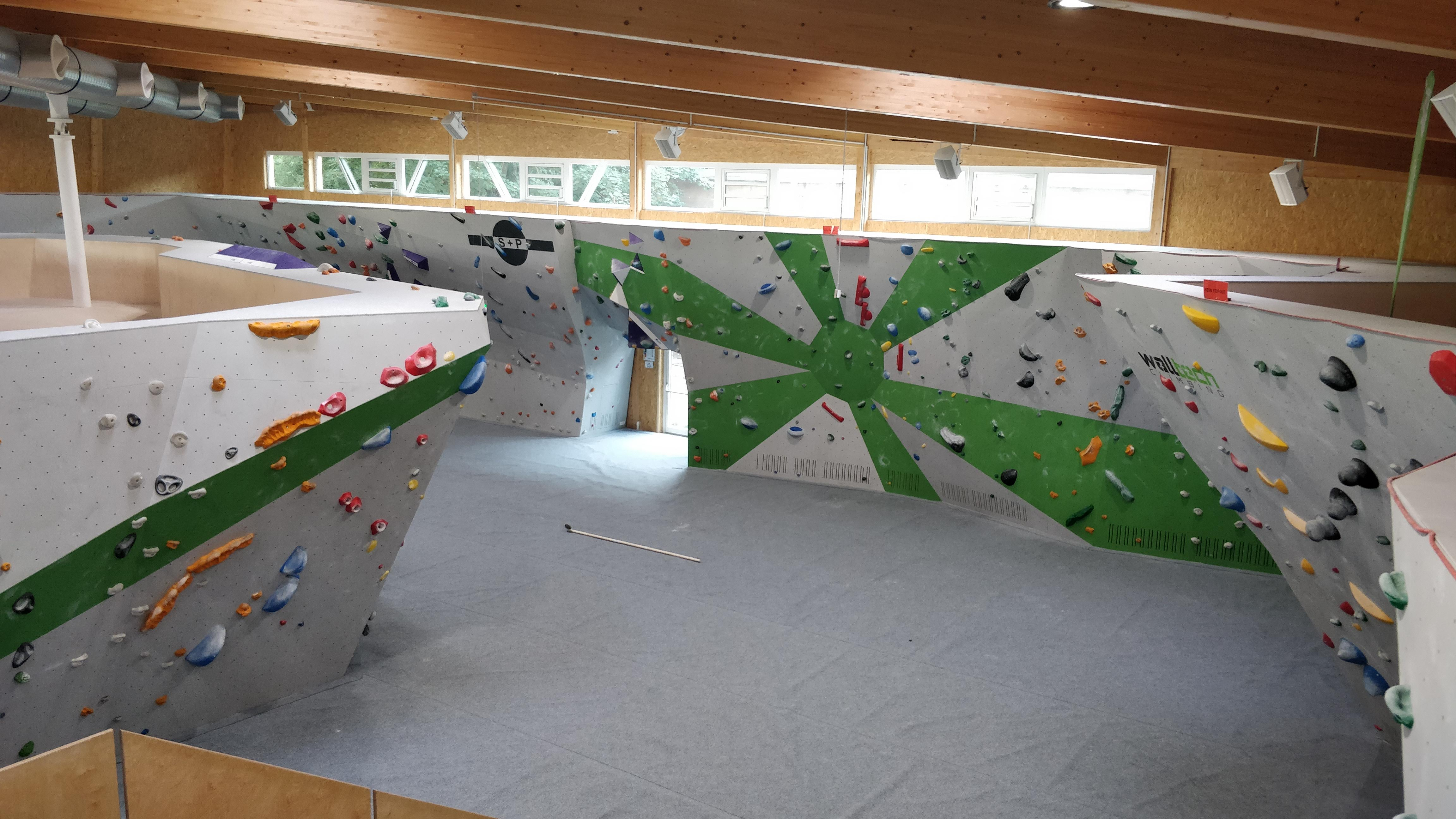
Пол скалодрома, покрытый крэшпадами

Крэшпэ́д, или крэшпа́д (англ. crash pad — «аварийная подушка») — специальный мат для лазания с гимнастической страховкой, как правило, для лазания по боулдеринговым трассам на скалодромах и скалах.

## Виды крэшпэдов
Условно крэшпэды можно разделить на 2 вида.

### Крэшпэды для скалодромов
Крэшпэды для скалодромов, как правило, большего размера. Толщина крэшпэда — 20-50 см, длина и ширина — 2-4 м. Устанавливаются вплотную друг к другу без щелей во избежание попадания в щель рук или ног при падении.

### Крэшпэды для лазания на естественном рельефе
Крэшпэды для скал имеют меньший размер, обычно складываются, имеют вшитые ручки или лямки для удобного переноса. Толщина — 5-15 см, ширина и длина около — 1 м.